# 니시카와 레이
니시카와 레이(일본어: 西川 怜, 2003년 10월 25일 ~ )는 일본의 여성 아이돌 그룹 전 AKB48 팀A의 멤버로, 도쿄도 출신이다.